# Elizabeth Daly
Elizabeth Daly (15 de octubre de 1878 – 2 de septiembre de 1967) fue una escritora estadounidense de novelas de misterio cuyo personaje principal, Henry Gamadge, era un autor libresco, bibliófilo y detective aficionado. Escritora de versos ligeros y prosa para las revistas Life, Puck y Scribner en sus primeros años, Daly publicó su primera novela sobre Gamadge, Unexpected Night, a los 60 años. Entre 1940 y 1951, publicó 16 novelas protagonizadas por Gamadge.
Su carrera incluyó dos años como profesora en Bryn Mawr College, de 1904 a 1906. En otras ocasiones, dio clases de francés e inglés, y fue productora de teatro amateur.

## Biografía
Nacida como Elizabeth T. Daly en 1878 en la ciudad de Nueva York, era hija de Joseph F. Daly, un juez de la Corte Suprema de Nueva York, y de Emma Barker Daly. Se graduó de Bryn Mawr College con una licenciatura en 1901 y de la Universidad de Columbia con una maestría en 1902. Daly era miembro honorario de la Asociación de Escritores de Misterio de Estados Unidos. Murió en Roslyn, Nueva York, en 1967 a los 88 años.

## Recepción de la crítica
Charles Shibuk, en St. James Guide to Crime and Mystery Writers, dijo que Daly era la escritora estadounidense de misterio favorita de Agatha Christie. Daly utilizó con éxito muchas de las convenciones literarias empleadas por Christie y otros escritores de la Edad de Oro de la ficción detectivesca, y, dijo, "siempre fue tanto civilizada como letrada". La Asociación de Escritores de Misterio de Estados Unidos, refiriéndose a ella como "la gran dama de las escritoras de misterio", le otorgó un "Edgar especial" en 1961.

### Novelas de Henry Gamadge
- Unexpected Night [Noche inesperada] (1940)
- Deadly Nightshade [Sombra nocturna mortal] (1940)
- Murders in Volume 2 [Asesinatos en el volumen 2] (1941)
- The House Without the Door [La casa sin puerta] (1942)
- Evidence of Things Seen [Evidencia de cosas vistas] (1943)
- Nothing Can Rescue Me [Nada puede rescatarme] (1943)
- Arrow Pointing Nowhere [Flecha apuntando a ninguna parte] (1944)
- The Book of the Dead [El libro de los muertos] (1944)
- Any Shape or Form [Cualquier forma o forma] (1945)
- Somewhere in the House [En algún lugar de la casa] (1946)
- The Wrong Way Down [El camino equivocado] (1946)
- Night Walk [Paseo nocturno] (1947)
- The Book of the Lion [El libro del león] (1948)
- And Dangerous to Know [Y peligroso de saber] (1949)
- The Book of Crime [El libro del crimen] (1951)
- Death and Letters [Muerte y letras] (1953)
- An Elizabeth Daly Mystery Omnibus: Three Henry Gamadge Novels (incluye Murders in Volume 2, Evidence of Things Seen y The Book of the Dead) (1960)

### Otro
- The Street Has Changed [La calle ha cambiado] (1941)